# مشاع ۹ گزآباد
مشاع ۹ گزآباد یک منطقهٔ مسکونی در ایران است که در دهستان گرمسار واقع شده‌است. مشاع ۹ گزآباد ۱۸۱ نفر جمعیت دارد.